# František Železňák
Podplukovník František Železňák (27. ledna 1935, Čechy pod Kosířem – 16. července 1982, Praha) byl český kapelník působící u vojenských hudeb ČSLA.
Základy hudebního vzdělání získal na hudební škole v Prostějově. V osmnácti letech nastoupil do vojenské hudební školy ve Spišském Podhradí, po jejímž absolvování působil u Posádkové hudby Praha na Ruzyni jako barytonista, později převelen do Tachova pod kapelníka Jana Straku. Na pražské konzervatoři vystudoval dirigování ve třídě Václava Smetáčka a roku 1957 se stal dirigentem plukovní hudby 67. střeleckého pluku v Boru u Tachova. Od roku 1959 dělal kapelníka posádkové hudby 1. tankové divize ve Slaném a od roku 1963 19. motostřelecké divize v Plzni, odkud byl převelen roku 1971 jako velitel k Posádkové hudbě Praha. Od roku 1976 v hodnosti podplukovníka zastával funkci hlavního inspektora vojenských hudeb ministerstva národní obrany, byl členem ústředního poradního výboru Ústavu pro kulturně výchovnou činnost a byl předsedou sekce pro dechovou hudbu. Též působil v přípravném výboru festivalu Kmochův Kolín. Věnoval se instrumentacím skladeb pro dechový orchestr. Pohřben je na Krčském hřbitově v Praze.